# Henryk Kanicki
Henryk Kanicki (ur. 1946 w Łodzi) – polski polityk, senator III kadencji.

## Życiorys
Ukończył studia na Wydziale Ekonomiczno-Socjologicznym Uniwersytetu Łódzkiego oraz studium ogrodnicze z zakresu sadownictwa w filii Szkoły Głównej Gospodarstwa Wiejskiego w Warszawie. W 1979 został właścicielem gospodarstwa sadowniczego w gminie Warta. Od 1980 do 1989 był etatowym pracownikiem Zjednoczonego Stronnictwa Ludowego w Sieradzu. W 1988 założył Przedsiębiorstwo Produkcyjno-Handlowe
„Hortus Ltd” spółka z o.o., której został prezesem. Zasiadł też w zarządzie Banku Spółdzielczego w Warcie.
Był członkiem rady naczelnej oraz sieradzkiego zarządu wojewódzkiego Polskiego Stronnictwa Ludowego. W 1993 z ramienia tej partii został senatorem III kadencji z województwa sieradzkiego. W trakcie kadencji został senatorem niezrzeszonym. Znany z zamiłowania do hucznych imprez w sejmowym hotelu.